# Saue (Landgemeinde)
Saue ist eine Gemeinde im Kreis Harju in Estland. Sie hat 26.112 Einwohner (Stand: 1. Januar 2025).

## Lage
Die Gemeinde Saue liegt in der Vorstadtregion der estnischen Hauptstadt Tallinn.

## Geschichte
Sie wurde 1918 gegründet. Im Rahmen der Gebietsreform 2017 wurde die ehemalige Gemeinde Nissi Teil der neuen Landgemeinde Saue.

## Politik

### Gemeindepartnerschaften
- mit Pornainen/Finnland

## Städte & Dörfer
In der Gemeinde Saue liegen die folgenden 17 Dörfer. Die Einwohnerzahlen sind auf dem Stand vom 1. November 2010.
| 1. Laagri (4.096 Einwohner) (Verwaltungssitz) 2. Alliku (650) 3. Ääsmäe (637) 4. Hüüru (328) 5. Vanamõisa (319) 6. Jõgisoo (241) 7. Tuula (203) 8. Valingu (186) (Walling) 9. Kiia (180) 10. Vatsla (156) 11. Aila (131) 12. Maidla (114) 13. Tagametsa (111) 14. Püha (83) 15. Pällu (59) 16. Koppelmaa (55) 17. Pärinurme (34) |